# Chineja
Die Chineja [kineʒa] ist ein rechter Nebenfluss des Pruth im Kreis Galați in Rumänien.

## Geografie
Die Chineja entspringt im Norden des Kreises Galați bei Berești. Sie fließt in südsüdöstlicher Richtung etwa parallel zum Pruth ab, passiert die Kleinstadt Târgu Bujor, knickt unmittelbar nördlich von Galați nach Osten ab, verläuft auf dem letzten Abschnitt parallel zur Donau und mündet schließlich in den Pruth kurz vor dessen Mündung in die Donau gegenüber dem Ort Giurgiulești in der Republik Moldau.
Die Länge der Chineja beträgt 79 km, die Größe des Beckens 780 km².